# مؤسسه حقوقی
مؤسسه حقوقی یک نهاد کاری است که توسط یک یا چند وکیل تأسیس می‌شود تا به وکالت بپردازند. خدمات اصلی ارائه شده توسط یک مؤسسه‌ی حقوقی، مشاوره دادن به موکلان (حقیقی یا حقوقی) در خصوص حقوق و مسئولیت‌های قانونی آنان و بر عهده گرفتن وکالت موکلان در پرونده‌های کیفری یا قضایی، معاملات تجاری و دیگر مواردی است که مشاوره‌ی حقوقی و دیگر کمک‌ها مورد نیاز است.